# Ashley Neal
Ashley Neal (narozený 16. prosince 1974) je bývalý profesionální anglický fotbalista, který hrál jako obránce. Je synem bývalého hráče Liverpoolu Phila Neala.
Dne 26. září 1996 byl Neal byl zapůjčen na hostování do Brighton & Hove Albion. O dva dny později poprvé hrál v první lize, když jeho tým prohrál 3:0 s FC Northampton Town.
Po bezúplatném přestupu do Peterborough United odehrál Neal za svůj nový klub celkem 9 utkání. Jeho první zápas skončil výhrou 2:0 proti FC Preston North End. Poprvé a naposledy hrál v utkání Anglického poháru dne 6. prosince 1997, když nastoupil proti FC Dagenham & Redbridge.
Vážné zranění vedlo Neala k předčasnému ukončení kariéry. V současnosti pracuje jako majitel a instruktor autoškoly.